# Marina da guerra nell'antica Grecia
La marina da guerra nell'antica Grecia, che non può essere generalizzata a tutte le poleis, ma solo ad alcune di esse, rimase direttamente soggetta all'espansione territoriale, che era sia il fine sia la condizione necessaria.
Oltre alle poleis e ai successivi Regni ellenistici, per quanto riguarda il Mediterraneo dell'antichità classica seppero dotarsi di una potente flotta anche l'antico Egitto, Fenicia e Cartagine, Roma.
Dal punto di vista dei suoi strumenti, la guerra in mare aveva proprie necessità, completamente diverse dal combattimento di terra. Quindi, ci sono alcune contraddizioni tra originalità tecnica delle attività marittime e la loro subordinazione alle attività terrestri; contraddizioni che sono evidenti in sezioni delle navi da guerra delle flotte militari e nelle tattiche navali.

## Navi da guerra

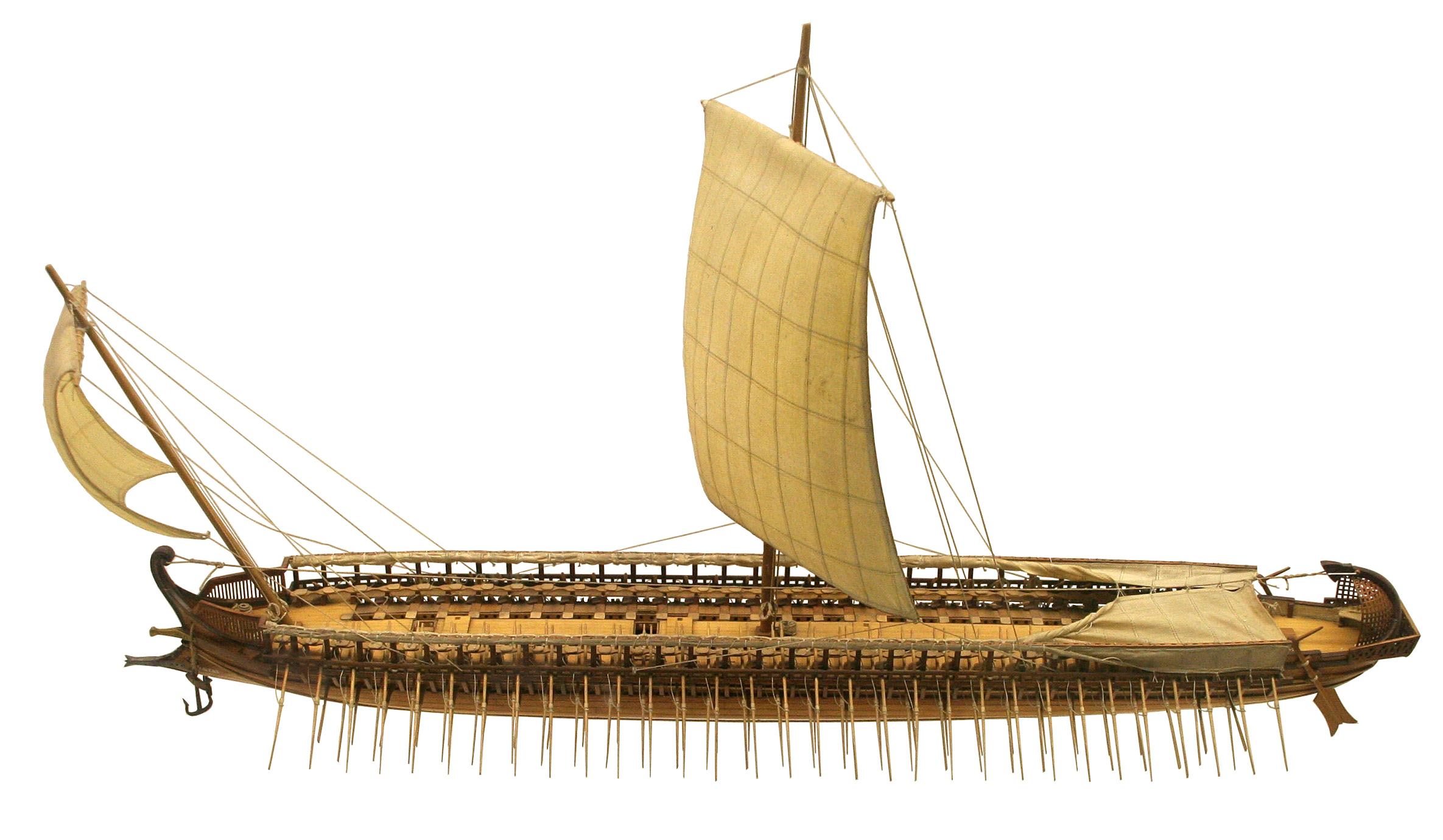
Modello di trireme

Le navi da guerra mantennero, per tutta l'antichità, alcune caratteristiche tecniche che delineavano sempre un modo abbastanza preciso di utilizzo strategico e tattico.
In primo luogo, esse differivano dalle navi mercantili per la loro forma allungata, che sempre valse loro il soprannome di barche "lunghe". Veloci, e di solito dotate di grande manovrabilità, erano comunque molto piccole, cosa che spesso le rese preda di tempeste, anche se c'era l'abitudine di non farne uso durante la brutta stagione. In breve, erano navi armoniose ma fragili.
In secondo luogo, esse differivano dalle navi mercantili per il loro sistema di propulsione, in quanto, anche se erano dotate di una o più vele che venivano issate durante la navigazione, al momento del combattimento venivano azionate a forza di remi.
Una prima conseguenza era che gli spazi limitati, a causa dei rematori, non consentivano lo stoccaggio di grandi quantità di cibo e acqua, da qui la necessità di frequenti soste per i rifornimenti. Capitò anche che queste macchine da guerra valevano tanto quanto gli uomini che le comandavano e, per così dire, venivano personalizzate. Il consumo di energia e, soprattutto, l'abilità dei rematori, era frutto di una lunga esperienza, a da loro dipendeva in gran parte il risultato di una battaglia.
Infine, per consentire loro di svolgere le proprie funzioni militari, le navi da guerra dovevano avere accessori essenziali; da un lato un rostro per allontanare le navi nemiche e, d'altra parte, le piattaforme di combattimento per i soldati. Questi due accessori, noti nelle variabili di sviluppo dall'antichità, venivano utilizzati nell'abbordaggio e nello speronamento, le due tattiche di guerra marittima prevalenti al tempo.

## Origini della marina da guerra

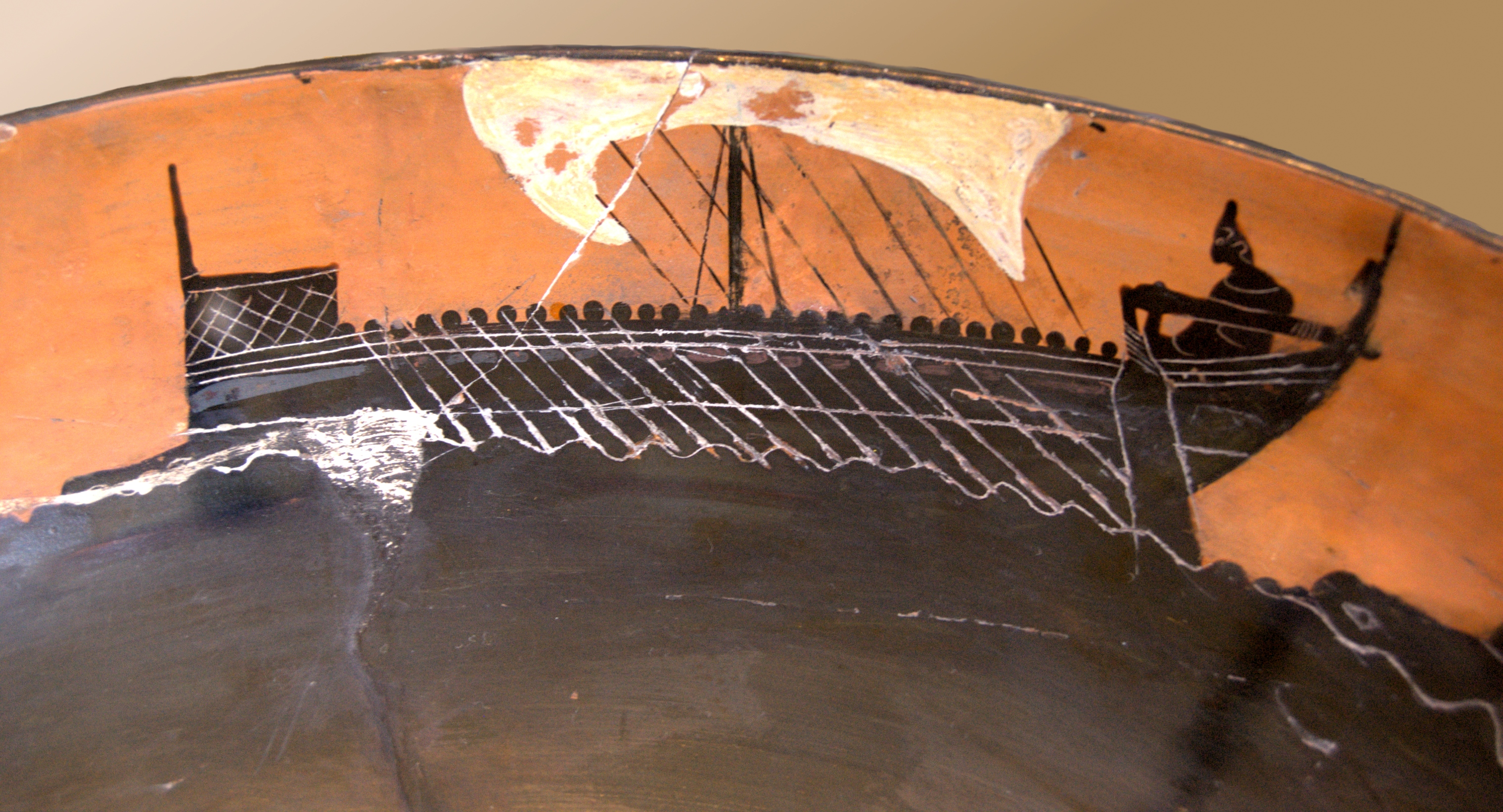
Nave da guerra dipinta in un vaso di ceramica a figure nere

Le prime navi da guerra, riconoscibili dai loro remi e dalla loro forma allungata, apparvero in un piatto di terracotta del III millennio a.C., scoperto a Siro, un'isola del mar Egeo, nonché in un dipinto di una nave del XVII secolo a.C. trovato a Volos in Tessaglia.
Nuovi dettagli possono essere visti nelle rappresentazioni, più o meno schematiche, della civiltà micenea: vele, alberi e piattaforme di prua e di poppa.
All'inizio del I millennio a.C. si hanno descrizioni di Omero, spesso convenzionali e stereotipate, ma a volte anche ricche di termini marinari e di suggestive descrizioni, come quando si parla di "navi nere" o "navi vuote", "ben collegate", "ben fatte" con la prora blu o rossa, così leggere che ogni notte si potevano trarre fuori dall'acqua e tirarle in secca sulla riva e così basse che era facile saltare sulla terraferma.
Tuttavia, c'è un dettaglio che Omero non menziona, anche se già in uso al suo tempo: Il rostro di prora che è chiaramente testimoniato dall'inizio dell'VIII secolo a.C. in recipienti di ceramica geometrica.
La più comune di queste navi era quella spinta da 20 o 30 rematori (triacóntera) o 50 rematori (pentecontera), suddivisi tra fiancata destra e sinistra. A volte, alla fine dell'VIII secolo a.C., queste navi avevano i vogatori disposti su due livelli, nacquero così le biremi (dikrotoi).
Il merito di questa invenzione è da attribuire ai Fenici, che in quel periodo apparvero in tutto il mar Mediterraneo, o agli stessi greci; forse al corinzio Aminocle che, secondo Tucidide si sarebbe distinto a Samo, nel 704 a.C., nel creare la samaina

## Il regno delle trireme

Sezione di trireme

Dalle bireme, che avevano un centinaio di rematori, si passò alle trireme (o triere, secondo il termine romano triremis), il cui nome appare per la prima verso alla metà di VI secolo a.C. nei poemi di Ipponatte.
Secondo Erodoto, questo tipo di nave venne utilizzato alla fine del VII secolo a.C., al tempo del faraone Necao II, che fece scavare un canale tra il Nilo e il Mar Rosso "largo abbastanza per far transitare due triremi che vogavano in senso opposto" prima di costruirne alcuni esemplari, destinati al mare settentrionale (Mediterraneo), e al golfo Persico destinati al mare di Eritrea.
È molto improbabile che gli egiziani siano stati gli inventori; sarebbero stati piuttosto i Corinzi, che avevano buone ragioni per migliorare il loro armamento marittimo, nella prima metà del VII secolo a.C., a causa della loro guerra contro Corcira.
Altri storici sono a favore di una datazione diversa; tra i più antichi (fine dell'VIII secolo a.C.), come quelli che seguono Tucidide, fu Aminocle ad inventare le trireme; altri più moderni (fine del VI secolo a.C.) sostengono che, dal 535 a.C., Policrate di Samo dovette il suo potere ad una flotta composta da pentecóntera.
In ogni caso, le triremi erano diffuse nel mar Mediterraneo orientale dalla fine del VI secolo a.C. Policrate di Samo inviò 40 trireme in aiuto del re persiano Cambise II nel 525 a.C..
Nel 494 a.C., durante la rivolta ionica contro l'impero achemenide, Chio ne poté allineare 100, Mileto 80, Lesbo 70 e Samo 60.
La flotta inviata da Dario I nel 490 a.C. era costituita da 600 trireme, mentre Gelone di Siracusa, dieci anni dopo, ne offrì 200 ai greci in cambio del comando supremo in mare. Senza contare che gli Ateniesi, grazie agli sforzi di Temistocle, poterono contare su più di 200 triremi durante la seconda guerra persiana.
Gli esperti si ingegnarono a risolvere il difficile problema dello smistamento dei remi a bordo delle triremi, con alcune rappresentazioni che sono difficili da interpretare e testi rari, non meno enigmatici nei loro dettagli. Si può comunque affermare che i boccaporti dei remi, non erano collocati alla stessa altezza e che l'equipaggio di una trireme aveva sempre tre categorie di vogatori: tranitas, zigitas e talamitas, per un totale di circa 170 uomini.
Ci sono solo tre possibilità per distinguere le diverse categorie di vogatori disponibili all'interno di una nave, disponendoli in basso, in posizione mediana o in alto. Le prime due soluzioni, che consistono nel distribuirli da prua a poppa, in tre gruppi di rematori concedendo la manovra di ogni remo a tre uomini, non ebbe molti sostenitori in passato, tra quelli che non volevano prendere in considerazione la sovrapposizione di tre banchi di vogatori. Tuttavia, il problema venne finalmente risolto a favore della terza soluzione, con alcune varianti, dal dettaglio molto comprensibile.
I rematori del banco inferiore, chiamati talamitas, azionavano i loro remi attraverso oblò situati a circa 50 cm sopra la linea di galleggiamento e, per questo motivo, i remi erano protetti da guarnizioni in cuoio che evitano l'ingresso di acqua a bordo. I rematori dei banchi mediani, chiamati zigitas si trovavano sotto il ponte, mentre quelli dei banchi superiori, chiamati tranitas erano disposti su banchi in legno siti sul ponte, che si chiamavano parexeiresia,
Quindi le posizioni delle linee di rematori erano sovrapposte, ma anche sfalsate sui fianchi della nave. Così riuscirono a non forzare, per ragioni di sicurezza, l'altezza dei bordi (2,20 m) e ad uniformare la lunghezza delle pale (4.17 m, tranne quelle del centro del trireme, che erano di 4,40 m). Pertanto, l'unità tripartita di remi, che diede il nome a questo tipo imbarcazione, era disposta in obliquo.
Su ogni lato della trireme c'erano 27 di queste unità, alle quali vennero aggiunti, in funzione del profilo dello scafo, due tranitas solisti, in posizione anteriore e posteriore. Poiché ciascuno era situato a una distanza di circa 90 cm dal suo vicino, la lunghezza della trireme non superava troppo quella della vecchia pentecontera, dove operavano 25 rematori allineati (doveva raggiungere circa 36 m), ottenendo un significativo aumento della capacità e consentendo di sviluppare una velocità, senza le vele, di più di cinque nodi.
Di contro, i vogatori dovevano essere necessariamente ben addestrati e sufficientemente coordinati con la loro linea di rematori per non scontrarsi con i colleghi di linea.

## L'età ellenistica: la tentazione del gigantismo

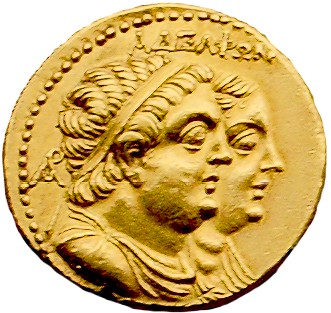
Tolomeo II con Arsinoe

Ad iniziare dal IV secolo a.C., si riscontrarono i primi segni precursori della corsa al gigantismo navale. Nel 339 a.C. a Siracusa, gli ingegneri di Dionisio I, che avevano al loro attivo lo sviluppo della catapulta, avevano inventato le quinquereme (con cinque file di vogatori) e costruito le quadrireme (con quattro file di rematori).
È molto probabile che si trattasse soltanto di prototipi, più o meno di successo, e che l'invenzione dei modelli definitivi a quattro e cinque file di vogatori fu dovuta più ai Fenici o ai Ciprioti poco prima di essere soggiogati da Alessandro Magno. Quel che è certo, è che all'inizio della sua spedizione, la maggior parte della flotta orientale consisteva di quinquereme, mentre la flotta ateniese (325 a.C.) aveva ancora 360 trireme, sole 50 quadrireme e 7 quinquereme.
Nel 314 a.C. Demetrio I Poliorcete chiese ai Fenici che gli costruissero una nave a sette file di rematori; nel 301 a.C. ce n'era una a tredici file e nel 288 a.C. un'altra con quindici e sedici file. Poi Antigono II Gonata (276 a.C.) fece iniziare a costruire, a Corinto, la Isthmia che aveva 18 file di rematori.
Tolomeo II Filadelfo (282 a.C.-246 a.C.) incaricò Pirgotele di costruirgli, a Cipro, navi a 20 e 30 file di rematori, prima che Tolomeo IV Filopatore (221-203 a.C.) si vantasse di avere una nave con 40 file di rematori, della quale Caligeno diede una relazione particolareggiata:
In questo caso, si trattava di una nave di prestigio, un vero giocattolo reale. Ma non possiamo dire lo stesso delle navi precedenti. Ad esempio, ecco la composizione della flotta di Tolomeo II Filadelfo, che consisteva di 366 unità: due navi da 30 file di rematori (uno dei quali era di punta), una da 20, quattro da 13, 2 da 12, 14 da 11, 30 da 9, 5 da 6, 17 da 5 e 224 di più piccole dimensioni.
La questione, dal punto di vista tecnico, di queste super galere, che rimane molto controversa, è il principio di sovrapposizione dei vogatori per gestirne il loro enorme numero. Mentre il numero di file inferiore a 24 può essere spiegato bene combinando il numero di file di remi e i vogatori assegnati a ciascun remo, quando si arriva a 30 o 40 file, occorre cercare ulteriori spiegazioni. Forse, come suggerito dalla descrizione di Caligeno, considerando una nave a doppio scafo, tipo catamarano. Difficile aumentare il numero dei vogatori mentre l'altezza dei rifugi era limitata. In una nave di 10 file, come quella utilizzata da Marco Antonio nella battaglia di Azio del 31 a.C., il ponte era a non più di 3 metri sopra il livello del mare.

## Altro tipo di navi
Nel suo complesso, la flotta militare antica, aveva un certo numero di navi specializzate, la cui costruzione e manutenzione erano dettate dalle particolari funzioni loro affidate.
Alcune erano destinate al trasporto di truppe o delle loro cavalcature. Altre servivano come corrieri, come ad esempio la Paralo ad Atene. Altre erano modellate sulle navi pirata destinate a combattere e distruggere queste ultime.
In quest'ultima categoria, assieme all'antica triacontera, vi era tutta una serie di imbarcazioni leggere e veloci, la cui denominazione cambiava a seconda delle regioni: keles o keletion, epatrokeles o epaktris,  lembos in Illiria, liburna in Dalmazia, etc.
Meglio conosciuta e più diffusa delle precedenti era la hemiolis, una bireme in cui una parte dei vogatori (la metà posteriore della fila superiore) lasciava il suo posto ai remi durante l'abbordaggio per partecipare al combattimento e fare spazio alla vela. Per combattere la hemiolotai dei pirati, era stata inventata, nel IV a.C., la triemiolia, applicando lo stesso principio della trireme. Tale imbarcazione compare spesso nel periodo ellenistico nelle flotte di Rodi, Egitto e Atene.

## Arsenali
Gli arsenali erano composti, in primo luogo, da bacini di carenaggio per le navi, il cui numero e dimensione era determinato dall'importanza quantitativa e qualitativa della flotta da accogliere. Secondo le fonti disponibili, sembra che il tiranno Policrate di Samo sarebbe stato il primo a costruirne uno a Samo, verso il 525 a.C..
In epoca classica saranno particolarmente numerosi al Pireo (372 nel 330-325 a.C.), intorno alle rade di Munichia (82), di Zea (196) di Cantaro (94) e Siracusa (310 all'inizio del IV secolo a.C.).
Alcuni di essi, con la parte inferiore intagliata nella roccia, sono stati scoperti dagli archeologi al Pireo, capo Sunio, Oinaidai, Acarnania e Apollonia in Cirenaica. In questo caso, i bacini di carenaggio, che erano separati da pareti solide o porticati, erano larghi 6 metri e lunghi 40,, 38 dei quali in acqua; nei loro canali centrali le trireme venivano issate con rulli e paranchi, lungo un pendio la cui inclinazione era 1-14.
A questi bacini vennero aggiunti numerosi moli per sostituire le attrezzature, il più famoso e più noto dei quali, grazie ad una descrizione a noi pervenuta, fu realizzato al Pireo, dall'architetto Filone di Atene alla fine del IV secolo a.C.
Gli arsenali erano controllati da collegi speciali di magistrati, che ad Atene erano conosciuti come neoroi o epimeletes. A Rodi, alcune indiscrezioni riguardanti gli armamenti navali erano punite con la pena di morte.

## Armamento navale
Armare una flotta richiedeva l'intervento, diretto o indiretto, dello Stato, dato che era l'unico in grado di sopportarne l'onere iniziale e fornire un servizio regolare.
In epoca classica, la costruzione di navi da guerra era assunta dallo Stato. Questo sistema datava dall'epoca di Temistocle, che era riuscito, poco prima della seconda guerra persiana, a convincere i suoi compatrioti a donare 200 talenti, proporzionati alla scoperta di una nuova vena d'argento nelle miniere del Laurio, invece di dividerseli. Questi redditi collettivi venivano distribuiti, in questo caso, tra i cittadini ricchi con l'obbligo che dovevano fornire delle navi. In seguito divenne la Boulé, che era obbligata, pena il rifiuto agli onori tradizionali alla fine del mandato, a garantire la costruzione, ogni anno, di un numero di triremi, generalmente una dozzina..
Invece, tutto ciò che riguardava la manutenzione e le attrezzature, sia in uomini che in materiale, delle navi la cui costruzione era assunta dallo Stato, veniva fatto ricadere sui cittadini più ricchi (appartenenti alla classe dei pentakosiomedimnos), che erano sottoposti a un servizio speciale che portava il nome di trierarchia.
A metà del V secolo a.C., le unità di trierarchi raggiunsero il maggior numero (circa 400 alla vigilia della Guerra del Peloponneso). Ma questo servizio divenne un gravame troppo pesante nella seconda metà di questa guerra (Guerra Decelia), che da allora in poi si dovette affidare la responsabilità di una sola nave a due trierarchi, chiamati sintrierarcas, prima di passare, nel 357 a.C. il sistema della simmoria, che permise di distribuire questo tipo di obbligo tra un numero via via crescente di cittadini. I 1 200 cittadini più ricchi vennero raggruppati in 20 simmorie, ciascuna delle quali era responsabile di numerose navi.
Il funzionamento della trierarchia, che si basava sulla discriminazione fiscale, sollevò molti problemi, che divennero ben presto un procedimento avviato da coloro i quali si erano lamentati di un onere eccessivo da sopportare rispetto a coloro che cercavano in tutti i modi di sottrarsi al loro dovere o malversavano le attività della città stato.
Nel 340 a.C. Demostene propose una riforma definitiva per porre fine agli abusi. Ma dovette ammettere, quattro anni più tardi, che le manovre dei suoi avversari l'avevano sfigurata. Ciò non impedì l'efficacia di tale servizio ateniese che era stata sufficientemente attestata da due secoli di egemonia marittima e di tutte le imitazioni nel resto del mondo greco (fino al Regno tolemaico).

## Composizione degli equipaggi
Gli equipaggi delle navi da guerra erano suddivisi in quattro categorie: gli ufficiali, i tecnici, i rematori e i fanti di marina.
In una trireme ateniese, il trierarca, che nella maggior parte dei casi mancava di qualsiasi competenza nautica e militare, si avvaleva in mare dell'aiuto prestato da diversi ufficiali di marina che erano incaricati dello svolgersi della navigazione: il kybernetes o timoniere, che fungeva anche da secondo ufficiale; il proreo o prodiere, la cui autorità comprendeva tutte le operazioni che si svolgevano nella parte anteriore della nave, nonché tutte le questioni relative allo scafo e alle attrezzature; il keleustes la cui missione era quella di occuparsi dei rematori; e infine, il pentacontarca che era l'addetto amministrativo del trierarca. Nella flotta di Rodi del periodo ellenistico, non c'erano molte di queste posizioni.
Agli ufficiali già elencati dovevano essere aggiunti i tecnici, che variavano a seconda dell'importanza della nave: un direttore, un carpentiere, un timoniere, un oliatore (probabilmente per lubrificare il cuoio), un medico, un operaio, un flautista (che segna il ritmo dei rematori) e un certo numero di marinai di coperta per manovrare le corde, le vele e l'ancora. In una trireme ateniese del periodo classico, tra ufficiali e tecnici vi erano venti persone.
I fanti di marina variavano di numero, in funzione delle concezioni tattiche del tempo. Nei vasi di ceramica del tempo li si può vedere già dotati di archi e lunghe lance. Nelle triremi ateniesi della guerra del Peloponneso, erano di solito 14, di cui 4 arcieri.

## Reclutamento degli equipaggi
Come rematori, nell'epoca classica, gli ateniesi imbarcavano preferibilmente i loro cittadini che appartenevano all'ultima classe del censo, quella del teti, e solo in caso di pericolo, come alla vigilia della battaglia di Salamina, chiamavano anche gli zeugiti e i cavalieri. Tuttavia, essi si rivolgevano anche ai loro alleati, soprattutto ai tempi della lega delio-attica e anche ai mercenari.
I vogatori ateniesi ricevevano un salario più o meno uguale a quello percepito da un oplita, ovvero una dracma al giorno agli inizi della guerra del Peloponneso.
In epoca ellenistica, venivano reclutati, attraverso il pagamento di denaro, tra i soggetti o tra le persone con esperienza di mar Egeo, Asia Minore, Cipro e Fenicia. Rare erano le poleis greche come Rodi, che facevano ricorso ai propri cittadini. Ci sono numerosi documenti epigrafici che consentono di seguire la carriera dei cittadini di tutte le classi sociali nella marina da guerra di Rodi.
I greci furono determinati, per un lungo tempo, a prendere un remo per difendere la patria, e la gloria, a volte, giunse anche con esso.

## Tattiche navali

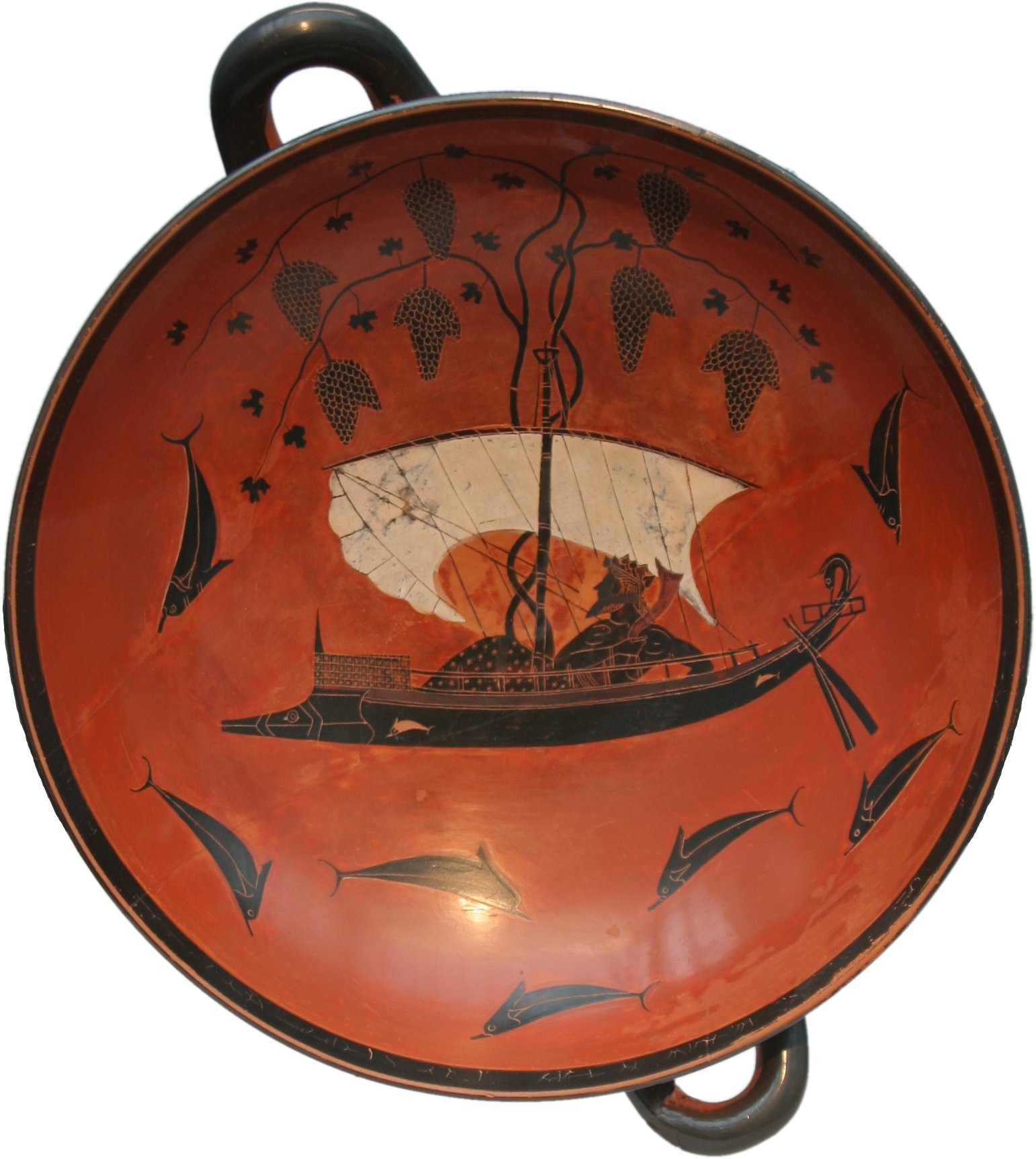
Ceramica a figure nere

Tattiche navali erano sostanzialmente di due classi, dovute alla seguente alternativa: o combattimento diretto in mare, come se si stesse sviluppando a terra, o vederlo come avesse luogo in mare.
Nel primo caso, ciò che contava erano i fanti di marina, che vedono nella nave una piattaforma galleggiante e aspiravano a ricreare artificialmente le condizioni tipiche di una battaglia di terra. Nel secondo caso, era la nave stessa che serviva da arma e dava al conflitto un carattere specifico. Gli obiettivi finali erano affrontare o speronare l'avversario.
Dal momento in cui, in epoca arcaica, lo sperone apparve dotato di una struttura in metallo, si poteva senza dubbio utilizzare nei combattimenti. Da allora continuò a migliorarsi. La trireme avevano un ariete in bronzo coronato da un certo numero di punte aggiuntive. Il record del numero di speroni su una nave appartiene a 40 imbarcazioni di Tolemeo IV, che erano dotate di sette rostri.
L'obiettivo era quello di mettere fuori combattimento le navi avversarie, perforandole sotto la linea di galleggiamento. Per raggiungere questo obiettivo, l'aggressore doveva soddisfare due condizioni: collocarsi in una posizione tale che poteva sviluppare il suo attacco di fianco e non verso la parte anteriore della nave avversaria, anch'essa dotata di uno sperone, e lanciare il suo attacco con una velocità appropriata, né troppo veloce né troppo lenta, così che poteva penetrare nello scafo dell'avversario senza essere intrappolato in esso. In queste condizioni, sempre uguali, il successo arrideva a coloro che erano riusciti a lanciare i loro attacchi con velocità e precisione, grazie alle qualità di manovra delle loro navi, che dipendeva in gran parte dall'eccellenza degli equipaggi.
L'attacco finale doveva essere preceduto da manovre di avvicinamento progettate per mettere il nemico in una brutta posizione; venivano a volte improvvisate sotto forma di stratagemma (per esempio, quando riuscivano a lanciare la flotta nemica contro la costa), e altre codificate e facilmente riconoscibili, come la coreografia di un balletto.
- Il periplous era attuato dalle navi che cominciavano a girare intorno all'avversario cercando di ridurre progressivamente l'ambito di manovra e seminando il disordine nelle loro file, prima di attaccare con lo sperone. Ma questa manovra comportava un certo rischio, perché chi la eseguiva mostrava il fianco ai colpi nemici.
- Il diekplous consisteva nel presentarsi in linea con la prora che punta alle navi nemiche, cercando di scivolare tra esse con l'intento di rompere i remi, e poi girare intorno, così era possibile lanciarsi contro l'avversario inerme, non più in grado di manovrare. Conosciuto fin dal IV secoloa.C. il diekplous era ancora considerato ai tempi di Polibio[12] come la "manovra più efficace in una battaglia navale." Tuttavia, ci sono tre modi per non cadre nel tranello: disporsi in due linee, adottando una posizione sfalsata o in cerchio.[13]

Tuttavia, erano rare le volte in cui le procedure tattiche basate sul principio dello speronamento, avevano un ruolo quasi unico nelle battaglie marittime; perché per farlo occorreva una perfetta padronanza delle tecniche navali, completare l'allineamento dello strumento di guerra alle condizioni specifiche dell'ambiente e pienamente consapevoli della originalità dei metodi da utilizzare. In mancanza di questo, finivano per vincere i soliti schemi ispirati alla manovra di terra.
L'abbordaggio mostrava una preoccupazione tattica opposta allo speronamento. Se in un caso sono le navi ad essere direttamente coinvolte, dall'altro sono i combattenti. Pertanto non è possibile giudicare, in assenza di altri elementi, le procedure utilizzate dai greci, prima del periodo classico, secondo il numero di fanti di marina imbarcati a bordo delle navi, e secondo l'importanza delle strutture che erano state progettate.
La pratica dell'abbordaggio era almeno antica come lo speronamento e sembra aver goduto delle preferenze degli eroi omerici. Alla fine dell'era della ceramica geometrica, nei vasi del Dipylon erano spesso disegnati soldati equipaggiati con archi e lance che prendevano parte attiva nelle battaglie navali, disposti a prua e a poppa su piattaforme. Presto furono uniti mediante una passerella assiale, munita di corrimano, prima di trasformarsi, entro la fine del periodo arcaico, in un ponte più o meno continuo.
Si è detto infatti che 40 fanti potevano essere imbarcati ogni trireme di Chio nel 494 a.C. alla battaglia di Lade (vicino a Mileto, sulla costa dell'Asia Minore).
Nel 480 a.C. le trireme ateniesi dimostrarono, nello stretto di Salamina, la loro superiorità tattica nello speronamento rispetto all'abbordaggio. Nel complesso, questa superiorità venne colmata solo in epoca classica, prima dell'avvento del gigantismo navale, che permetteva ai soldati ellenistici di dominano i mari dalla cima delle loro fortezze galleggianti.
La nuova modalità di combattimento si delinea in modo chiaro nella descrizione di Diodoro Siculo della battaglia tra Tolomeo I e Demetrio I Poliorcete del 307 a.C., nelle acque di Salamina a Cipro:
(Diodoro Siculo, XX, 51.2-4)
Per fermare gli attacchi frontali della navi macedoni, i marinai di Rodi, che continuavano a fare affidamento sulla manovrabilità delle loro navi, secondo Polibio "avevano messo a punto una procedura ingegnosa. Essi si lanciavano contro le navi nemiche in modo da ricevere i colpi sopra la linea di galleggiamento, mentre colpivano gli avversari sotto tale linea, aprendo falle irreparabili nella loro carene".

## Gente di mare, persone di bassa autostima
Era insolito che gli antichi greci considerassero le loro tattiche navali, allo stesso livello di sviluppo di quelle della guerra terrestre e che avessero raggiunto un livello di qualificazione pari alle dimostrate tecniche di costruzione. Il motivo principale era senza dubbio il prestigio della guerra di terra che si opponeva alla diffidenza, al discredito più o meno accentuato a seconda dei tempi, alla sofferenza delle operazioni marittime, a prescindere dal loro ruolo effettivo nella risoluzione dei conflitti.
Ai tempi di Pericle nessuno pensava di negare che il controllo del mare era stato alla base dell'imperialismo ateniese. Tuttavia, era considerato dagli oligarchi come la causa principale della decadenza politica e morale che avrebbe causato la sua caduta, poiché la polis era in balia della popolazione marittima, che avrebbe dovuto spingere inevitabilmente verso la maggior parte delle forme estreme di democrazia.
Gli eccessi dei demagoghi che si erano succeduti a Pericle, a seguito della sconfitta del 404.a.C., non poterono facilitare soltanto la diffusione di queste idee oligarchiche nel pensiero conservatore del IV secolo a.C. Tanto Isocrate come Senofonte videro nell'egemonia marittima fonte di ingiustizia, accidia, avarizia, avidità e tirannia, mentre Platone si preoccupava, in Leggi, che la città non disponesse di una vista sul mare, per non soccombere alle sue tentazioni. Inoltre, molti erano in quel momento quelli che cercarono di rivalutare, nei loro bandi utilitari, il glorioso passato militare della Grecia e la vittoria a Maratona a scapito di Salamina.
Quando la distruzione delle ambizioni militari marinare ateniesi minimizzò l'intensità del dibattito, le condanne divennero meno gravi e più sfumate. Aristotele e Cicerone, pur essendo così sensibili al miasma deleterio che galleggiava negli ambienti portuali, tuttavia erano disposti ad accettare, a quel punto una sorta di compromesso, per ragioni di efficienza militare ed economica; allo stesso modo che, successivamente, il nuovo genere letterario di "elogi" sapeva evidenziare i benefici del mare.
La subordinazione della guerra navale a quella di terra era per gli antichi una questione di moralità politica. Uno Stato che avrebbe guidato la sua attività militare, non solo rischiava di rovinare più o meno rapidamente le basi tradizionali dell'economia terrestre, ma avrebbe dovuto aumentare nel breve termine i diritti politici dei più poveri strati sociali, che erano quelli che fornivano la base alle sue forze armate.
La guerra navale, dove ciò che contava di più era la qualità dello strumento di combattimento e la professionalità dei combattenti, elevava le attività militari nei confronti dei tecnici, in un momento in cui ancora non era molto sviluppato nel combattimento di terra. Quindi era meglio lasciare quel tipo di guerriero a coloro che non avevano che un ruolo marginale nella vita politica della comunità.

### Fonti
- (GRC) Asclepiodoto, Ἀσκληπιοδότου φιλοσόφου τακτικὰ κεφάλαια [Tattica], I secolo a.C..
- (GRC) Diodoro Siculo, Βιβλιοθήκη Ἱστορική [Biblioteca storica], I secolo a.C..
- (GRC) Erodoto, Ἱστορίαι [Storie], 440–429 a.C..
- (GRC) Pausania il Periegeta, Ἑλλάδος περιήγησις [Periegesi della Grecia], II secolo.
- (GRC) Plutarco, Ἠθικά [Moralia], I secolo.
- (GRC) Plutarco, Βίοι Παράλληλοι [Vite parallele], fine I-inizio II secolo.
- (GRC) Polibio, Ἱστορίαι [Storie], II secolo a.C..
- (GRC) Polieno, Στρατηγήματα [Stratagemmi], II secolo.
- (GRC) Tucidide, Περὶ τοῦ Πελοποννησίου πoλέμου [Storie], V secolo a.C..
- (GRC) Senofonte, Ἑλληνικά [Elleniche], post-361 a.C..

### Studi
In italiano
- Nic Fields, Guerra sul mare, illustrazioni di Peter Bull [et al.], Osprey Publishing, 2011  [2009].
- Victor Davis Hanson, Una guerra diversa da tutte le altre. Come Atene e Sparta combattevano nel Peloponneso, traduzione di Roberto Merlini, Mondadori, 2018  [2005], ISBN 9788852086694.

In altre lingue
- (EN) Lionel Casson, The Ancient Mariners, 2ª ed., Princeton University Press, 1991, ISBN 0-691-01477-9.
- (EN) Lionel Casson, Ships and Seamanship in the Ancient World, Johns Hopkins University Press, 1995  [1971], ISBN 0-8018-5130-0.
- (EN) John F. Coates, The trireme sails again, in Scientific American, vol. 261, aprile 1989,  pp. 68–75, Bibcode:1989SciAm.260d..96C, DOI:10.1038/scientificamerican0489-96.
- (EN) John F. Coates, The Athenian Trireme, 2ª ed., Cambridge University Press, 2000.
- (EN) Nic Fields, Ancient Greek Warship, 500-322 BC (New Vanguard Series 132), Osprey Publications, 2007, ISBN 978-1-84603-074-1.
- (EN) Vernon Foley e Werner Soedel, Ancient oared warships, in Scientific American, vol. 244, aprile 1981,  pp. 116–129, Bibcode:1981SciAm.244d.148F, DOI:10.1038/scientificamerican0481-148.
- (EN) Boromir Jordan, The Athenian Navy in the Classical Period. A Study of Athenian Naval Administration and Military Organization in the Fifth and Fourth Centuries B.C., Berkeley [e] Londra, University of California Press, 1975.
- (EN) Boromir Jordan, The Crews of Athenian Triremes, in L'Antiquité Classique, n. 69, 2000,  pp. 81-101.
- (EN) Fik Meijer, A History of Seafaring in the Classical World, Croom and Helm, 1986.
- (EN) John S. Morrison e R.T. Williams, Greek Oared Ships: 900–322 BC, Cambridge University Press, 1968.
- (EN) John S. Morrison, Greek naval tactics in the 5th century BC, in International Journal of Nautical Archaeology and Underwater Exploration, vol. 3, 1974,  pp. 21–26, DOI:10.1111/j.1095-9270.1974.tb00854.x.
- (EN) John S. Morrison, John F. Coates e N. Boris Rankov, The Athenian Trireme: The History and construction of an ancient Greek warship, 2ª ed., Cambridge University Press, 2000, ISBN 0-521-56419-0.
- (FR) F. Salviat, Sources littéraires et construction navale antique, in Archaeonautica, n. 2, 1978.
- (EN) Cecil Torr, Ancient Ships, Cambridge University Press, 1964.
- (EN) Herman T. Wallinga, Ships and Sea-Power Before the Great Persian War: The Ancestry of the Ancient Trireme, E.J. Brill, 1993, ISBN 90-04-09225-0.
- (EN) John Warry, Warfare in the Classical World, University of Oklahoma Press, 2004, ISBN 0-8061-2794-5.
- (EN) Frank Welsh, Building the Trireme, Constable and Company Limited, 1988, ISBN 9780094668805.